# Derbi
Derbi — іспанська компанія, виробник мотоциклів, скутерів, мопедів і рекреаційних всюдиходів. Одна із семи марок, які входить до складу Piaggio.

## Історія

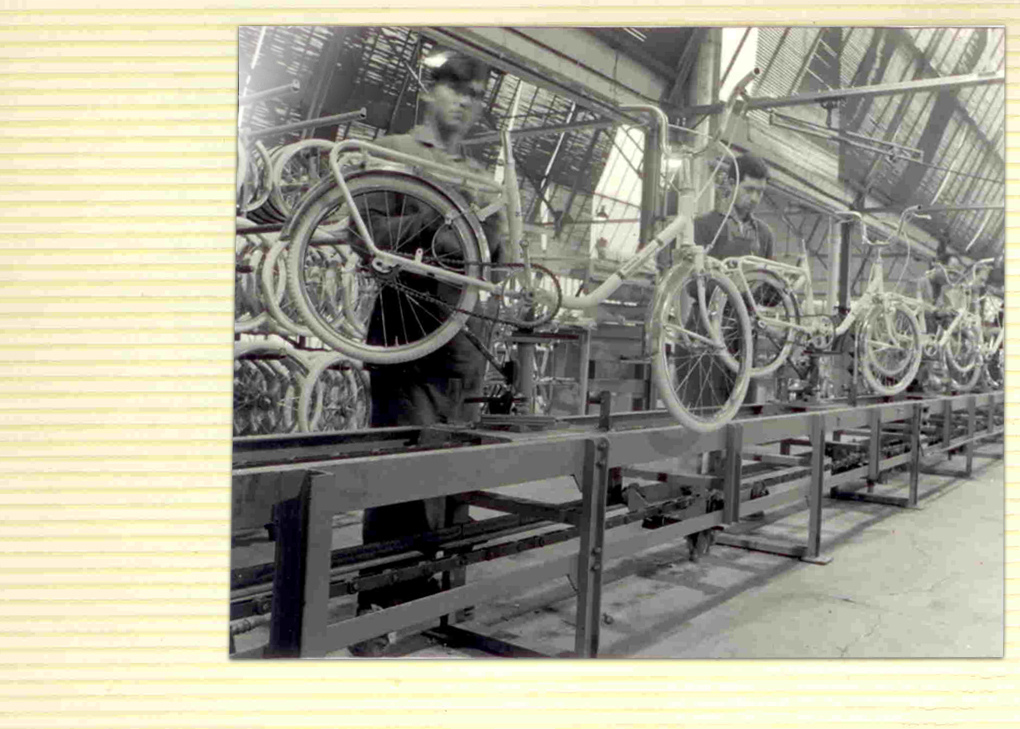
Derbi починала з випуску велосипедів

Історія компанії Derbi почалася з маленької велосипедної майстерні селі Мульє недалеко від Барселони, заснованої в 1922 році Сімеоном Рабаса і Сінгла.  Основною діяльністю підприємства були ремонт і прокат велосипедів до травня 1944 року, коли Сінгла зареєстрував товариство з обмеженою відповідальністю під назвою Bicicletas Rabasa з метою виробництва велосипедів. Підприємство виявилося дуже успішним і в 1946 році почалася робота над моторизованою версією SRS (перші літери імені засновника компанії Simeón Rabasa i Singla). Модель виявився настільки успішною, що спонукала до зміни напрямку діяльності компанії, а 7 листопада 1950 року, компанія змінила свою назву на Nacional Motor SA. Незадовго до цього, в Барселоні на виставці торгівлі, компанія представила свій перший реальний мотоцикл, Derbi 250.
Derbi успішно виступала в чемпіонаті світу по шосейно-кільцевим перегонам, вигравши чемпіонати в класі 50 см³ в 1969, 1970 і 1972 роках. Коли клас 50cc був збільшений до 80cc, Derbi домінувала чотири сезони поспіль з 1986 по 1989 роки, допоки клас не був виключений з програми Гран-прі. Фірма також мала успіх в класі 125cc, вигравши чемпіонат світу в 1971, 1972, 1988, 2008 та 2010 роках.

## Сучасність
На відміну від багатьох іспанських виробників мотоциклів, Derbi успішно витримали вступ Іспанії до Європейського Співтовариства. Сімеон Рабаса і Сінгла помер в 1988 році, але компанія залишалася незалежною до 2001 року, коли вона була викуплена групою Piaggio.

## Походження назви
Назва Derbi є визнанням історії компанії і є абревіатурою Derivados de Bicicletas (що означає «похідні велосипеди»).